# Le Jardin
Le Jardin é uma comuna francesa na região administrativa da Nova Aquitânia, no departamento de Corrèze. Estende-se por uma área de 12,23 km². Em 2010 a comuna tinha 80 habitantes (densidade: 6,5 hab./km²).